# Eva ne dort pas
Ne doit pas être confondu avec Eva dort.
Pour plus de détails, voir Fiche technique et Distribution.
Eva ne dort pas (Eva no duerme) est un film dramatique argentin écrit et réalisé par Pablo Agüero, sorti en 2015. Interprété par Gael García Bernal, Denis Lavant, Imanol Arias et Daniel Fanego, il relate ce qu'il advient du cadavre d'Eva Perón au cours des quinze ans qui suivent sa mort.
Projeté pour la première fois en septembre 2015 au Festival international du film de Toronto, il est sélectionné dans de nombreux festivals internationaux ; la sortie nationale a lieu en novembre 2015 en Argentine et en avril 2016 en France.

## Synopsis
Le film se divise en trois parties : l'embaumement d'Eva Peron, l'enlèvement du corps par les militaires et le kidnapping du général Pedro Eugenio Aramburu.
Lorsqu'Eva Peron, épouse adulée du président argentin, meurt en 1952, le docteur Ara, praticien de renom, est engagé pour l'embaumer afin que la foule de ses admirateurs et partisans puisse continuer à lui rendre hommage. Mais un coup d'état renverse Juan Peron et les militaires, craignant qu'un culte ne s'instaure autour de cette passionaria morte à 33 ans, chargent le lieutenant-colonel Carlos de Moori Koenig de faire disparaître son corps. Déplacé à travers l'Argentine et l'Europe, il est finalement enterré secrètement sous un faux nom à Milan, à la suite d'un accord avec le Vatican. En 1970, les Montoneros, groupe armé péroniste, enlèvent le général putschiste Aramburu afin de l'échanger contre le corps d'Eva Peron. Celui-ci ne reviendra en Argentine qu'en 1976.

## Fiche technique
- Titre français : Eva ne dort pas
- Titre original en espagnol : Eva no duerme
- Réalisation : Pablo Agüero
- Scénario : Pablo Agüero
- Direction musicale : Valentin Portron
- Décors : Mariela Ripodas
- Maquillage : Verónica Sabbatini
- Photographie : Ivan Gierasinchuk
- Son : Emiliano Biaiñ
- Montage : Stéphane Elmadjian
- Production : Jacques Bidou, Marianne Dumoulin et Vanessa Ragone
- Sociétés de production :  JBA Production et Haddock Films
- Langue originale : espagnol
- Pays d'origine : Argentine
- Format : couleurs et archives en noir et blanc
- Genre : drame, biopic
- Durée : 85 minutes (1 h 25)
- Dates de sortie :

12 septembre 2015 : Festival international du film de Toronto 2015
31 octobre 2015 : Argentine (sortie nationale)
6 avril 2016 : France (sortie nationale)

## Distribution
- Gael García Bernal : Amiral Massera
- Denis Lavant : Koenig
- Imanol Arias : Dr Ara, l'embaumeur
- Ailín Salas : Juana
- Daniel Fanego : Général Aramburu
- Frédéric André : Pedro
- Nicolás Goldschmidt : Robles
- Sabrina Machi : Eva Peron

## Production
Sabrina Macchi, qui joue Eva Perón, est d'abord envisagée pour un autre rôle, mais le réalisateur, Pablo Agüero, la retient finalement pour interpréter Evita. Elle suit une préparation rigoureuse pour contrôler sa respiration, ses battements de paupières et la déglutition de sa salive.
Gael García Bernal, dans le rôle de l'amiral Emilio Eduardo Massera est le narrateur de la première partie du film.
Les films précédents de Pablo Agüero, Salamandra et 77 Doronship, sont dans une veine expérimentale tandis qu'Eva ne dort pas vise un public plus large. Le film est tourné après quatre ans de recherche historiques et comporte de nombreux documents d'archive en noir et blanc,.

## Réception
Pyramide Films achète les droits de distribution en France où il sort le 6 avril 2016.

### Critique
The Hollywood Reporter qualifie le film de « pervers, sinistre et révolutionnaire ». Il remarque également qu'il est plus expérimental que grand public. Diana Sanchez note que « audacieux et original, avec des scènes orgueilleusement brillantes, [...] Eva ne dort pas met en valeur le talent de porte-paroles parmi les plus visionnaires et engagés du cinéma argentin ». Elle souligne la qualité de l'interprétation de Gael García Bernal dans son « obsession misogyne à faire disparaître tout souvenir d'Eva ». Ben Nicholson de Cine Vue, estimant que la troisième partie est plus faible, écrit qu'Agüero a réussi "2/3 d'un grand film. Il lui attribue 4 étoiles.
Pour Pierre Murat de Télérama, « le film est surprenant, exigeant, cherchant la vérité des êtres et de l'Histoire non dans les faits (c'est le but des documentaires) mais dans l'invention. L'imaginaire. On est, donc, une fois encore, dans l'opposition — légèrement forcée, mais éclairante — entre les frères Lumière et Georges Méliès. Visiblement, Pablo Agüero préfère Méliès. ».

### Distinctions
Eva ne dort pas est projeté dans de nombreux festivals internationaux,. Il fait aussi l'ouverture de la Semaine de la critique du festival de Berlin et celle du festival de Toulouse.

#### Récompenses
- Festival international du film d'Amiens 2012 : Prix du scénario
- Festival international du film d'Amiens 2015 : Prix de la Ville d'Amiens
- Grand prix Sopadin du meilleur scénariste 2012[11]
- Prix Ciné+ et Prix Cinéma en construction au Festival de Toulouse.
- Prix Balance de Oro au festival Pantalla Pinamar[12].

#### Sélections et nominations
- Festival international du film de Toronto 2015
- Festival international du film de Saint-Sébastien 2015
- Festival international du film de Mar del Plata 2015
- Festival international du film de Thessalonique 2015
- Festival international du film de Göteborg 2016
- Festival Les Reflets du cinéma ibérique et latino-américain de Villeurbanne 2016
- Prix Cóndor de Plata 2016 : 11 nominations[13]